# Birkenhead Peak
Der Birkenhead Peak, allgemein Mount Birkenhead und manchmal Birkenhead Mountain oder Mount Birken genannt, ist ein 2506 m hoher Berg mit einer Schartenhöhe von 1781 m in der kanadischen Provinz British Columbia.

## Geographie
Der Birkenhead Peak liegt im Gates Valley, das zum Lillooet Country im südlichen zentralen British Columbia Interior gehört. Er liegt ungefähr auf halbem Weg zwischen den Kleinstädten Lillooet (im Nordosten) und Pemberton-Mount Currie (im Südwesten). Die sehr große Schartenhöhe (Rang 61 in der Liste der Berge mit der höchsten Schartenhöhe in Kanada) ergibt sich aus der Trennung von der benachbarten Cadwallader Range durch den Pass zwischen Blackwater Creek und Birkenhead Lake.
Die Gemeinde Birken liegt südwestlich seines Fußes und des Birkenhead Lake Provincial Park; der gleichnamige See befindet sich in seinem Nordwesten. Der Berg wird an der Nordseite vom Blackwater Creek eingerahmt, einem Zufluss des Gates River, und im Südwesten vom Tal des Birkenhead River.

## Geschichte
Der Berg wurde durch den Entdecker und Händler der Hudson’s Bay Company, A.C. Anderson, 1842  bei der Erkundung der Lakes Route zu Ehren der Mannschaft der HMS Birkenhead benannt; der nahegelegene Seton Lake wurde zu Ehren eines Mitglieds dieser Mannschaft benannt, der ein Schulfreund von Anderson war.